# Struttura restaurativa in tre atti
La struttura restaurativa in tre atti è il modello più tradizionale di sceneggiatura cinematografica, dal punto di vista dell'organizzazione degli elementi narrativi. In altre parole, costituisce una guida alla costruzione e all'organizzazione dei passaggi drammaturgici, allo scopo di narrare la storia in modo efficace.
La teorizzazione della forma in tre atti deriva dalla nozione aristotelica secondo la quale ogni dramma ha un inizio, un mezzo e una fine, e le parti devono essere tra loro proporzionate. Il modello attuale si rifà al "dramma ben fatto" ipotizzato da Eugène Scribe negli anni venti del XIX secolo, che tramite il completo ritorno all'ordine mira a non lasciare nulla di irrisolto.
La divisione in atti si basa sull'attivazione di meccanismi narrativi fondamentali, ossia una premessa alla storia che sia espressa in termini di conflitto; la storia progredisce sviluppando il conflitto centrale, sino alla sua risoluzione. L'avanzamento del plot è garantito dall'innesco di ulteriori meccanismi narrativi che intensificano il conflitto. Generalmente, nella sceneggiatura di un film di 120 pagine, il primo e il terzo atto sono lunghi circa 30 pagine ciascuno, mentre il secondo è lungo sessanta. La storia viene spinta da un atto al successivo tramite il montare dell'azione che si risolve in un finale d'atto - punto di svolta o plot point.

## Il primo atto: introduzione dei personaggi
Il primo atto ha una funzione preparatoria, volta a delineare il conflitto. La premessa, detta anche concept, è ciò di cui tratta la sceneggiatura, e si può dividere in high concept o low concept. High concept implica la prevalenza del plot, mentre il low concept si appoggia sui personaggi. La storia che si va a delineare deve portare lo spettatore a identificarsi con il personaggio principale, la cui azione è spinta dal conflitto a cui è esposto. Se si propone un protagonista poco ammirevole, l'effetto si può ottenere ugualmente accostandogli degli antagonisti estremi.
Gli obiettivi di tutti i personaggi, primari e secondari, sono paralleli alla premessa; il personaggio principale affronta il conflitto, i secondari si schierano su uno dei lati del dilemma. Lo scopo dell'introduzione è fornire le informazioni essenziali all'avviamento della storia, compresi stile, genere, ambientazione e linea narrativa. Tendenzialmente si conclude con una falsa soluzione che sembra solo superficialmente rispondere al problema che l'atto ha sollevato, ma è in realtà una scelta evidentemente sbagliata o prematura.

## Il secondo atto: scontro e lotta
Il secondo atto parte dalla definizione del problema e dalla necessità di risolverlo; deve far progredire il personaggio affrontando le conseguenze della falsa soluzione del primo atto. In questo modo si gettano le basi per la risoluzione che avverrà nel terzo atto, attraverso il riconoscimento del proprio errore e l'introspezione. Il secondo atto si chiude con una situazione critica per il protagonista, momentaneamente sconfitto dagli eventi, così che la sua necessità di riaffermazione possa spingere la storia nell'atto successivo verso una restaurazione dello status quo.
Tutti e tre gli atti impongono scelte secche, degli aut aut, che nel secondo atto devono portare inevitabilmente a complicazioni: il personaggio non vede i propri errori, mentre sono evidenti allo spettatore. La storia viene dilazionata per mezzo degli ostacoli, mantenendo alto il grado di curiosità del pubblico profilando un esito finale incerto. Il secondo atto fa da ponte tra il personaggio e la soluzione, ed è la parte dell'azione, concludendosi con un evento che configura una situazione che si ribalterà nuovamente nel finale.

## Il terzo atto: risoluzione della crisi
Il terzo atto ha la funzione di risolvere la storia e rispondere a tutte le domande sollevate nel suo corso; è un'unità narrativa chiusa, che non prepara nessuna fase successiva. La svolta al termine del secondo atto chiude la fase di confronto introducendo quella risolutiva. La determinazione del personaggio a riconfermare la propria importanza nella storia è l'innesco dell'atto finale, e si appoggia soprattutto su una nuova comprensione che il protagonista ha di sé. Lo scioglimento del conflitto avviene tramite il riconoscimento del proprio fallimento e il superamento di un dilemma interiore. Questo tipo di comprensione deve avvenire prima del recupero esteriore perché la storia possa avere una piena funzione restaurativa.
La risoluzione interiore del personaggio lo rende forte di un obiettivo esterno, così che il terzo atto possa dispiegarsi in questa direzione. In tal modo il personaggio ottiene la redenzione che lo rende poi meritevole del successo che attraverso il cambiamento interiore ricrea lo status quo inizialmente perduto. In questo senso la struttura in tre atti si può considerare un tipo di narrazione moralistica, dove le buone motivazioni trionfano e il mondo è comprensibile e coerente.